# 阿尔讷堡
阿尔讷堡是德国萨克森-安哈尔特州的一个市镇。总面积30.64平方公里，总人口1636人，其中男性805人，女性831人（2011年12月31日），人口密度53人/平方公里。